# Башир Абди
Башир Абди (фр. Bashir Abdi; рођен 10. фебруара 1989.) је белгијски тркач на дуге стазе рођен у Сомалији. Освојио је сребрну медаљу у маратону на Олимпијским играма у Паризу 2024. као и бронзане медаље на Олимпијским играма у Токију 2020. и Светском првенству 2022. Чинећи то, Абди је постао и први белгијски освајач медаље на светском првенству у маратону и први белгијски атлетичар који је освојио појединачну медаљу и на Олимпијским играма и на Светском првенству у атлетици. Освојио је сребро на 10.000 метара на Европском првенству 2018. Завршио је као други и трећи на Токијском маратону 2020. и Лондонском маратону 2022. године. Абди је европски рекордер у маратону.

## Лични живот
Башир Абди је рођен у Ел Афвејну у Сомалиленду, граду који је углавном насељен кланом Хабр Џело из породице клана Исак. Када је имао осам година, његова породица се преселила у Џибути. Затим је провео годину и по дана у Етиопији, пре него што се настанио у Белгији. Тамо је са 16 година почео да тренира у тркачком клубу у Генту.
Абди је ожењен и има ћерку Кадру, рођену 2018. и сина Ибрахима, рођеног 2020. Абди је суоснивач и потпредседник непрофитне организације Спортараунд, која организује ваншколске спортске активности за децу у Генту.

## Тркачка каријера

### 2014–2017
Абди је учествовао у трци на 10.000 метара на Европском првенству у атлетици 2014. где је завршио као пети. На Олимпијским играма у Рију 2016. Абди је трчао на 5.000 м и 10.000 м. Завршио је као 20. у финалу на 10.000 м. 2017. године учествовао је на Светском првенству у Лондону у трци на 5.000 м, где није прошао у финале.

### 2018–2019: Почетак маратонске каријере
Године 2018, Абди је дебитовао у маратону на Ротердамском маратону, пласиравши се на седмо место у времену 2:10:46. У августу је освојио сребро на 10.000 м на Европском првенству. У јесен, Абди је заузео треће место на полумаратону у Њукаслу на Тајну у времену 1:00:42.
Године 2019. био је други на Великом полумаратону у Лондону са временом 1:01:16 у напетој завршници иза победника трке Мо Фараха, а испред трећепласираног Данијела Ванџируа. Абди се затим такмичио на Лондонском маратону, пласиравши се на седмо место у времену од 2:07:03 у трци коју је победио Кенијац Елиуд Кипчоге за 2:02:37.
Абди се вратио у Њукасл на Тајну где је поново трчао на полумаратону. Завршио је пети у времену од 1:01:11. У октобру је Абди трчао на Чикашком маратону, пласиравши се на пето место са временом 2:06:14.

### 2020 – данас: Напредак у маратону
Абди је своју тркачку кампању 2020. отворио победом на Егмонд полумаратону. Затим је освојио друго место на Токијском маратону са новим личним рекордом од 2:04:49. Абди се вратио на стазу у септембру такмичећи се на Меморијалу Ван Дам у трци на један сат. Већину трке је трчао са Фарахом, преузео вођство и поставио европски рекорд у трци на 20.000 м у времену од 56:20.02. На крају трке на један сат, завршио је укупно као други иза Фараха са претрчаном дужином од 21.322 метра.
2021. Абди је био други иза Фараха на Међународном полумаратону у Џибутију са временом 1:03:11. Потом је заузео друго место на европском купу на 10.000 м у Бирмингему у времену новог личног рекорда 27:24,41. На одложеним Олимпијским играма у Токију 2020. трчао је маратон, где је освојио бронзану медаљу. У октобру је Абди победио на поново заказаном Ротердамском маратону, поставивши европски рекорд са временом 2:03:36.
У априлу 2022. освојио је четврто место на Ротердамском маратону. У јулу исте године, Абди је освојио бронзу у маратону на Светском првенству 2022. одржаном у Јуџину, са резултатом 2:06:48. У октобру је завршио као трећи на Лондонском маратону са временом 2:05:19.
У априлу 2023., Абди је повратио своју титулу на Ротердамском маратону у времену од 2:03:47, што је друго најбрже европско време у историји пошто је заостао за сопственим континенталним рекордом за само 11 секунди.

## Статистика

### Међународна такмичења
| Година                 | Такмичење                            | Место                           | Позиција               | Дисциплина             | Резултат               | Белешка                |
| Представљајући Белгију | Представљајући Белгију               | Представљајући Белгију          | Представљајући Белгију | Представљајући Белгију | Представљајући Белгију | Представљајући Белгију |
| ---------------------- | ------------------------------------ | ------------------------------- | ---------------------- | ---------------------- | ---------------------- | ---------------------- |
| 2010.                  | Европско првенство у кросу           | Албуфеира, Португалија          | 41.                    | Трка млађих сениора    | 25:25                  |                        |
| 2011.                  | Европско првенство за млађе сениоре  | Острава, Чешка                  | 15.                    | 5.000 м                | 14:30,52               |                        |
| 2012.                  | Европско првенство                   | Хелсинки, Финска                | 8.                     | 5.000 м                | 13:39,01               |                        |
| 2012.                  | Европско првенство                   | Хелсинки, Финска                | 4.                     | 10.000 м               | 28:23,72               |                        |
| 2012.                  | Европско првенство у кросу           | Сент Андреја, Мађарска          | 9.                     | Трка сениора           | 30:26                  |                        |
| 2013.                  | Европско екипно првенство у атлетици | Даблин, Ирска                   | 1.                     | 5.000 м                | 14:52,78               |                        |
| 2013.                  | Светско првенство                    | Москва, Русија                  | 23.                    | 10.000 м               | 28:41,69               |                        |
| 2013.                  | Европско првенство у кросу           | Београд, Србија                 | 8.                     | Трка сениора           | 29:53                  |                        |
| 2014.                  | Европско првенство                   | Цирих, Швајцарска               | 5.                     | 10.000 м               | 28:13,61               |                        |
| 2014.                  | Европско првенство                   | Цирих, Швајцарска               | 16.                    | 5.000 м                | 14:24,73               |                        |
| 2015.                  | Европско екипно првенство у атлетици | Хераклион, Грчка                | 1.                     | 5.000 м                | 15:17,47               |                        |
| 2015.                  | Светско првенство                    | Пекинг, Кина                    | –                      | 10.000 м               | Одустао                |                        |
| 2016.                  | Олимпијске игре                      | Рио де Жанеиро, Бразил          | 20.                    | 10.000 м               | 28:01,49               |                        |
| 2016.                  | Олимпијске игре                      | Рио де Жанеиро, Бразил          | 33.                    | 5.000 м                | 13:42,83               |                        |
| 2017.                  | Светско првенство                    | Лондон, Уједињено Краљевство    | 19.                    | 5.000 м                | 13:30,71               |                        |
| 2018.                  | Европско првенство                   | Берлин, Немачка                 | 2.                     | 10.000 м               | 28:11,76               |                        |
| 2021.                  | Европски куп на 10.000 метара        | Бирмингем, Уједињено Краљевство | 2.                     | 10.000 м               | 27:24,41               |                        |
| 2021.                  | Олимпијске игре                      | Токио, Јапан                    | 3.                     | Маратон                | 2:10:00                |                        |
| 2022.                  | Светско првенство                    | Јуџин, САД                      | 3.                     | Маратон                | 2:06:48                |                        |
| 2024.                  | Олимпијске игре                      | Париз, Француска                | 2.                     | Маратон                | 2:06:17                |                        |

### Лични рекорди
| Стаза                               | Дисциплина       | Време    | Место                           | Датум             | Напомене                  |
| ----------------------------------- | ---------------- | -------- | ------------------------------- | ----------------- | ------------------------- |
| Атлетска (тартан) стаза на стадиону | 1.500 метара     | 3:36.55  | Ордегем, Белгија                | 5. јул 2014       |                           |
| Атлетска (тартан) стаза на стадиону | 3.000 метара     | 7:40.44  | Лондон, Уједињено Краљевство    | 24. јул 2015      |                           |
| Атлетска (тартан) стаза на стадиону | 5.000 метара     | 13:04.91 | Брисел, Белгија                 | 31. август 2018   |                           |
| Атлетска (тартан) стаза на стадиону | 10.000 метара    | 27:24.41 | Бирмингем, Уједињено Краљевство | 5. јун 2021       |                           |
| Атлетска (тартан) стаза на стадиону | 20.000 метара    | 56:20.02 | Брисел, Белгија                 | 4. септембар 2020 | Незванични светски рекорд |
| Атлетска (тартан) стаза на стадиону | Један сат трчања | 21,322 м | Брисел, Белгија                 | 4. септембар 2020 |                           |
| Друм                                | 10 км            | 28:07    | Шорл, Холандија                 | 10. фебруар 2019  |                           |
| Друм                                | Полумаратон      | 59:51    | Гент, Белгија                   | 12. март 2023     |                           |
| Друм                                | Маратон          | 2:03:36  | Ротердам, Холандија             | 24. октобар 2021  | Европски рекорд           |